# Zdeněk Čáp
Zdeněk Čáp (* 12. června 1992 Kolín) je český hokejový obránce a bývalý mládežnický reprezentant, který od roku 2023 nastupuje za A-tým prvoligového mužstva RI Okna Berani Zlín

## Hráčská kariéra
S hokejem začínal v Moelleru Pardubice, ale v dorosteneckém věku se kvůli nízkému zájmu z pardubické strany nejprve pokoušel prosadit v klubu BK Mladá Boleslav a následně přestoupil do týmu HC VCES Hradec Králové. V průběhu sezony 2009/10 debutoval ještě jako dorostenec ve věku 17 let v A-mužstvu a v dalším ročníku se stal oporou zadních řad tehdy prvoligového klubu. V květnu 2013 se vrátil hostovat do Pardubic z nejvyšší soutěže a rovněž nastupoval formou střídavých startů za Duklu Jihlava v první lize. Po ukončení hostování se v lednu 2013 vrátil do Hradce a ihned byl zařazen do sestavy zdecimovaného extraligového týmu, který se toho času potýkal s rozsáhlou marodkou. V květnu 2014 odešel na rok hostovat zpět do Jihlavy. V následujících letech nastupoval kromě královéhradeckého mužstva také za Stadion Litoměřice hrající druhou nejvyšší soutěž. S Hradcem se představil na konci roku 2016 na prestižním Spenglerově poháru, kde byl klub nalosován do Torrianiho skupiny společně s celky HC Lugano (Švýcarsko) a Avtomobilist Jekatěrinburg (Rusko) a skončil v základní skupině na druhém místě. Ve čtvrtfinále poté vypadl po prohře 1:5 nad evropským výběrem Kanady. V sezoně 2016/17 s týmem poprvé v jeho historii postoupil v nejvyšší soutěži do semifinále play-off, kde bylo mužstvo vyřazeno pozdějším mistrem – Kometou Brno v poměru 2:4 na zápasy, ale Čáp společně se spoluhráči a trenéry získal bronzovou medaili. V roce 2018 byl Čáp zařazen do A-týmu HC Motor České Budějovice. Od začátku roku 2019 si Čápa stáhl zpět domovský klub Mountfield HK, Čáp tak bude opět nastupovat za A-tým.

## Klubové statistiky
| Sezona    | Klub                      | Soutěž          | Základní část | Základní část | Základní část | Základní část | Základní část | Play off | Play off | Play off | Play off | Play off |
| Sezona    | Klub                      | Soutěž          | Z             | G             | A             | B             | TM            | Z        | G        | A        | B        | TM       |
| --------- | ------------------------- | --------------- | ------------- | ------------- | ------------- | ------------- | ------------- | -------- | -------- | -------- | -------- | -------- |
| 2009/2010 | HC VCES Hradec Králové    | 0 1. česká liga | 06            | 0             | 0             | 0             | 0             | 02       | 0        | 0        | 0        | 0        |
| 2010/2011 | HC VCES Hradec Králové    | 0 1. česká liga | 42            | 02            | 06            | 08            | 30            | 02       | 0        | 0        | 0        | 0        |
| 2011/2012 | HC VCES Hradec Králové    | 0 1. česká liga | 40            | 02            | 06            | 08            | 30            | —        | —        | —        | —        | —        |
| 2012/2013 | Král. Lvi Hradec Králové  | 0 1. česká liga | 48            | 0             | 07            | 07            | 44            | 06       | 01       | 0        | 01       | 06       |
| 2013/2014 | HC ČSOB Poj. Pardubice    | Česká extraliga | 19            | 0             | 03            | 03            | 16            | —        | —        | —        | —        | —        |
|           | HC Dukla Jihlava          | 0 1. česká liga | 24            | 01            | 13            | 14            | 43            | 04       | 0        | 01       | 01       | 0        |
|           | Mountfield HK             | Česká extraliga | 05            | 0             | 0             | 0             | 04            | —        | —        | —        | —        | —        |
| 2014/2015 | HC Dukla Jihlava          | 0 1. česká liga | 50            | 09            | 19            | 28            | 61            | —        | —        | —        | —        | —        |
|           | Mountfield HK             | Česká extraliga | 09            | 03            | 04            | 07            | 10            | 04       | 0        | 0        | 0        | 04       |
| 2015/2016 | HC Stadion Litoměřice     | 0 1. česká liga | 09            | 0             | 02            | 02            | 16            | —        | —        | —        | —        | —        |
|           | Mountfield HK             | Česká extraliga | 37            | 01            | 08            | 09            | 18            | 06       | 0        | 02       | 02       | 04       |
| 2016/2017 | Mountfield HK             | Česká extraliga | 49            | 01            | 04            | 05            | 32            | 07       | 0        | 0        | 0        | 02       |
|           | HC Stadion Litoměřice     | 0 1. česká liga | 03            | 0             | 01            | 01            | 02            | —        | —        | —        | —        | —        |
| 2017/2018 | Mountfield HK             | Česká extraliga | 7             | 0             | 0             | 0             | 8             | 0        | 0        | 0        | 0        | 0        |
| 2018/2019 | HC Motor České Budějovice | 0 1. česká liga | 1             | 0             | 0             | 0             | 0             | —        | —        | —        | —        | —        |
|           | HC Zubr Přerov            | 0 1. česká liga | 20            | 3             | 7             | 10            | 20            | —        | —        | —        | —        | —        |
|           | LHK Jestřábi Prostějov    | 0 1. česká liga | 26            | 1             | 11            | 12            | 12            | 7        | 0        | 2        | 2        | 10       |
| 2019/2020 | Mountfield HK             | Česká extraliga | 21            | 0             | 0             | 0             | 22            | 2        | 0        | 0        | 0        | 2        |
| 2019/2020 | HC Zubr Přerov            | 0 1. česká liga | 20            | 2             | 8             | 10            | 20            | —        | —        | —        | —        | —        |
|           | HC Dukla Jihlava          | 0 1. česká liga | 2             | 0             | 1             | 1             | 7             | —        | —        | —        | —        | —        |